# Wilhelm Wahlmüller
Wilhelm „Willi“ Wahlmüller (* 5. Jänner) ist ein ehemaliger österreichischer Fußballspieler und nunmehriger -trainer.

## Karriere

### Als Spieler
Wahlmüller spielte als Spieler u. a. für die unterklassigen Vereine SK Enns, SK St. Magdalena (u. a. Teilnahme am ÖFB-Cup 1992/93) und TSU Wartberg/Aist, wo er auch als Co-Trainer fungierte.

### Als Trainer
Willi Wahlmüller ist seit September 2000 im Besitz der ÖFB-D-Trainerlizenz und absolvierte im Sommer des Folgejahres einen Trainerlehrgang des Landesverbandes. Im Oktober 2004 erlangte er die UEFA-B-Lizenz, gefolgt von der UEFA-A-Lizenz im August 2006. In den folgenden Jahren nahm er zudem regelmäßig an Fortbildungslehrgängen teil.
Um das Jahr 2005 trainierte er als Spielertrainer zunächst die Union Pregarten. Nebenbei war er von Sommer 2005 bis Sommer 2006 sportlicher Leiter des SK St. Magdalena. Danach wurde er Trainer des fünftklassigen SV Sierning. Mit Sierning konnte er 2008 in die OÖ Liga aufsteigen. Zur Saison 2009/10 übernahm er den Trainerposten beim Regionalligisten Union St. Florian. Mit St. Florian konnte er sich stets im Mittelfeld der Regionalliga Mitte platzieren und fungierte ab Sommer 2012 in Doppelfunktion auch als sportlicher Leiter.
Im Sommer 2014 wurde er Trainer des Ligakonkurrenten FC Blau-Weiß Linz. Mit den Linzern konnte er 2015/16 Meister der Regionalliga Mitte werden und somit in den Profifußball aufsteigen. Nachdem man im ersten Saisonviertel nur zwei Punkte geholt hatte und sieben Punkte Rückstand auf einen Nichtabstiegsplatz hatte, wurde Wahlmüller im September 2016 beurlaubt.
Im September 2017 wurde er Trainer des Viertligisten DSG Union Perg. Zur Saison 2018/19 wechselte er zum Ligakonkurrenten ASK St. Valentin. Im April 2019 wurde er Trainer des Zweitligisten SK Vorwärts Steyr, bei dem er einen bis Juni 2021 laufenden Vertrag erhielt. Im Oktober 2020 trennten sich die Steyrer von ihm.
In der Spielzeit 2022/23 war Wahlmüller abermals sportlicher Leiter der Union St. Florian. In diese Zeit fiel die Bildung einer Spielgemeinschaft im Erwachsenenfußball zwischen der Union St. Florian und der Union Niederneukirchen. Diese trat fortan unter dem Namen SPG Union St. Florian/Niederneukirchen in der Landesliga Ost und als SPG Niederneukirchen/St. Florian Juniors in der 1. Klasse Mitte an.
Im Oktober 2024 wurde er als neuer Trainer des Fünftligisten ASKÖ Donau Linz vorgestellt. Beim Klub aus der oberösterreichischen Landesliga Ost löste er Adnan Kaltak als Trainer ab.

## Persönliches
Sein Bruder Stefan (* 1975) war ebenfalls Fußballspieler und spielte unter anderem in der Regionalliga für den FC Blau-Weiß Linz und Union St. Florian, wo er von Wilhelm trainiert wurde. Nach seiner aktiven Laufbahn arbeitete er bei mehreren Vereinen als Co-Trainer unter seinem älteren Bruder.